# Pasquale Baccaro
Pasquale Baccaro (Minervino di Lecce, 2 settembre 1972 – Mogadiscio, 2 luglio 1993) è stato un militare italiano, caporale della Brigata Folgore, insignito della medaglia d'oro al valor militare alla memoria durante la missione ONU UNOSOM II in Somalia.

## Biografia
Pasquale Baccaro, Paracadutista di Leva, faceva parte del Contingente Italiano impegnato in Somalia nella Missione Ibis, nell'ambito della missione umanitaria UNOSOM II. Era effettivo alla XV Compagnia Diavoli Neri del 186º Reggimento paracadutisti "Folgore".
Il 2 luglio 1993, a Mogadiscio, prendeva parte all'Operazione di Rastrellamento denominata "Canguro 11", a bordo di un veicolo trasporto truppe OTO Melara VCC-1 Camillino. A fine rastrellamento, il veicolo ripiegò verso Balad (base del reggimento), ma a seguito dell'inasprirsi della battaglia che ne susseguì immediatamente, venne ordinato allo stesso di rientrare a Mogadiscio. Arrivato in prossimità dell'incrocio tra la via Imperiale e la via XI Ottobre, poche decine di metri dopo il Checkpoint Pasta, il veicolo fu colpito da un razzo RPG-7 e il paracadutista, gravemente ferito alla gamba sinistra dall'esplosione, morì dissanguato dopo pochi minuti. Fu il secondo Caduto Italiano nella battaglia del pastificio, in cui persero la vita anche il Sergente Maggiore Stefano Paolicchi e il Sottotenente Andrea Millevoi.
I funerali di Stato furono celebrati a Roma, nella basilica di Basilica di Santa Maria degli Angeli e dei Martiri, in presenza del Presidente della Repubblica Oscar Luigi Scalfaro. A Pasquale Baccaro è stata conferita la Medaglia d'oro al Valor Militare alla memoria.